# Liste d'églises en Estonie
Cet article donne une liste d'églises en Estonie.

## Églises en Estonie

### Tallinn
| Nom                                    | Culte                | Construction | Localisation                           | Image | Réfs |
| -------------------------------------- | -------------------- | ------------ | -------------------------------------- | ----- | ---- |
| Cathédrale Alexandre Nevski            | Orthodoxe            | 1895-1900    | Toompea 59° 26′ 09″ N, 24° 44′ 21″ E   |       |      |
| Cathédrale Saint-Siméon et Sainte-Anne | Orthodoxe            | 1752-1755    | Sadama 59° 26′ 24″ N, 24° 45′ 38″ E    |       |      |
| Cathédrale de la Transfiguration       | Orthodoxe            | XIIIe siècle | Vanalinn 59° 26′ 23″ N, 24° 44′ 20″ E  |       |      |
| Église Notre-Dame de Kazan             | Orthodoxe            | 1721         | Keldrimäe 59° 25′ 49″ N, 24° 45′ 36″ E |       |      |
| Église adventiste                      | Adventiste           | 1923         | Kesklinn 59° 26′ 17″ N, 24° 45′ 11″ E  |       |      |
| Église Charles                         | Luthérien            | 1862-1870    | Kesklinn 59° 25′ 54″ N, 24° 44′ 20″ E  |       |      |
| Église du Saint-Esprit                 | Luthérien            | 1380         | Vanalinn 59° 26′ 17″ N, 24° 44′ 45″ E  |       |      |
| Église Saint-Olaf                      | Luthérien            | XIIe siècle  | Vanalinn 59° 26′ 29″ N, 24° 44′ 52″ E  |       |      |
| Cathédrale Sainte-Marie                | Luthérien            | 1240         | Toompea 59° 26′ 13″ N, 24° 44′ 21″ E   |       |      |
| Église Saint-Michel de Tallinn         | Luthérien            |              | Vanalinn 59° 26′ 05″ N, 24° 44′ 31″ E  |       |      |
| Église Saint-Jean                      | Luthérien            | 1862-1867    | Kesklinn 59° 26′ 01″ N, 24° 44′ 44″ E  |       |      |
| Église Saint-Nicolas                   | transformée en musée | 1230–1275    | Vanalinn 59° 26′ 09″ N, 24° 44′ 33″ E  |       |      |
| Église Saint-Pierre-et-Saint-Paul      | Catholique           | 1841         | Vanalinn 59° 26′ 17″ N, 24° 44′ 55″ E  |       |      |

### Comté de Harju
| Nom                                         | Culte      | Construction | Location                                 | Image | Réfs  |
| ------------------------------------------- | ---------- | ------------ | ---------------------------------------- | ----- | ----- |
| Église Saint-Jean Baptiste de Harju-Jaani   | Protestant | 1860-1863    | Raasiku 59° 22′ 26″ N, 25° 11′ 19″ E     |       | [ 2 ] |
| Église Saint-Mathieu de Harju-Madise        | Protestant | XIIIe siècle | Madise 59° 17′ 23″ N, 24° 07′ 23″ E      |       | [ 2 ] |
| Église de la Croix de Harju-Risti           | Protestant | vers 1330    | Harju-Risti 59° 13′ 51″ N, 23° 59′ 54″ E |       | [ 2 ] |
| Église de Jõelähtme                         | Protestant | XIVe siècle  | Jõelähtme 59° 26′ 44″ N, 25° 07′ 28″ E   |       | [ 2 ] |
| Église de Jüri                              | Protestant | 1884         | Jüri 59° 21′ 17″ N, 24° 53′ 41″ E        |       | [ 2 ] |
| Église de Keila                             | Protestant | vers 1280    | Keila 59° 18′ 28″ N, 24° 25′ 46″ E       |       | [ 2 ] |
| Église de Kose                              | Protestant | vers 1370    | Kose 59° 11′ 15″ N, 25° 09′ 57″ E        |       | [ 2 ] |
| Église de Kuusalu                           | Protestant | XIIIe siècle | Kuusalu 59° 26′ 43″ N, 25° 26′ 13″ E     |       | [ 2 ] |
| Église de Leesi                             | Protestant | 1867         | Leesi 59° 36′ 13″ N, 25° 30′ 00″ E       |       | [ 3 ] |
| Église de Loksa                             | Protestant | 1847-1853    | Loksa 59° 35′ 03″ N, 25° 42′ 49″ E       |       | [ 2 ] |
| Église de l'archange Saint-Michel de Maardu | Orthodoxe  |              | Maardu 59° 29′ 05″ N, 25° 01′ 15″ E      |       |       |
| Église de Nissi                             | Protestant | 1871-1873    | Riisipere 59° 06′ 14″ N, 24° 18′ 34″ E   |       | [ 2 ] |
| Église de Prangli                           | Protestant |              | Prangli 59° 37′ 28″ N, 25° 01′ 15″ E     |       |       |
| Église de Rannamõisa                        | Protestant |              | Rannamõisa 59° 26′ 34″ N, 24° 30′ 40″ E  |       |       |
| Chapelle de Saha                            | Protestant | vers 1220    | Saha 59° 25′ 14″ N, 24° 58′ 57″ E        |       | [ 2 ] |
| Église Saint-Georges de Paldiski            | Orthodoxe  | 1784-1787    | Paldiski 59° 20′ 57″ N, 24° 03′ 12″ E    |       |       |
| Église Saint-Nicolas de Paldiski            | Protestant | 1841         | Paldiski 59° 21′ 02″ N, 24° 03′ 06″ E    |       |       |
| Église de Tuhala                            | Protestant |              | Tuhala 59° 11′ 43″ N, 24° 58′ 01″ E      |       |       |

### Comté de Hiiu
| Nom                  | Culte                | Construction  | Localisation                          | Image | Réfs  |
| -------------------- | -------------------- | ------------- | ------------------------------------- | ----- | ----- |
| Chapelle de Kassari  | Protestant           | XVIIIe siècle | Kassari 58° 48′ 37″ N, 22° 51′ 52″ E  |       |       |
| Église de Kuriste    | Orthodoxe estonienne | 1873          | Kuriste 58° 47′ 56″ N, 22° 37′ 14″ E  |       | [ 4 ] |
| Église de Käina      | Protestant           | vers 1500     | Käina 58° 49′ 44″ N, 22° 46′ 34″ E    |       | [ 2 ] |
| Église de Kärdla     | Protestant           |               | Kärdla 59° 00′ 10″ N, 22° 45′ 09″ E   |       |       |
| Chapelle de Malvaste | Orthodoxe            |               | Malvaste 59° 01′ 40″ N, 22° 35′ 15″ E |       |       |
| Église de Paluküla   | Protestant           |               | Paluküla 58° 59′ 13″ N, 22° 48′ 18″ E |       |       |
| Église de Pühalepa   | Protestant           | XIIIe siècle  | Pühalepa 58° 52′ 24″ N, 22° 57′ 20″ E |       | [ 2 ] |
| Église de Reigi      | Protestant           | 1779-1802     | Reigi 58° 58′ 58″ N, 22° 30′ 35″ E    |       | [ 2 ] |

### Comté de Viru-Est
| Nom                                     | Culte      | Construction | Localisation                           | Image | Réfs  |
| --------------------------------------- | ---------- | ------------ | -------------------------------------- | ----- | ----- |
| Église de Avinurme                      | Protestant | 1903-1909    | Avinurme 58° 59′ 07″ N, 26° 51′ 45″ E  |       | [ 5 ] |
| Église Saint-Michel de Jõhvi            | Protestant | XIVe siècle  | Jõhvi 59° 21′ 34″ N, 27° 24′ 39″ E     |       | ,     |
| Église orthodoxe de Jõhvi               | Orthodoxe  |              | Jõhvi                                  |       |       |
| Église orthodoxe de Lohusuu             | Orthodoxe  |              | 58° 56′ 45″ N, 27° 03′ 27″ E           |       |       |
| Église de Lüganuse                      | Protestant | XIVe siècle  | Lüganuse 59° 22′ 45″ N, 27° 02′ 23″ E  |       | ,     |
| Cathédrale Alexandre de Narva           | Protestant | 1881-1884    | Narva 59° 22′ 14″ N, 28° 12′ 07″ E     |       | [ 2 ] |
| Cathédrale de la Résurrection du Christ | Orthodoxe  | 1890-1898    | Narva 59° 22′ 16″ N, 28° 11′ 36″ E     |       | [ 8 ] |
| Couvent de Pühtitsa                     | Orthodoxe  | 1910         | Kuremäe 59° 12′ 09″ N, 27° 32′ 11″ E   |       |       |
| Église de Tudulinna                     | Protestant | 1939         | Tudulinna 59° 02′ 12″ N, 27° 04′ 36″ E |       | [ 9 ] |

### Comté de Jõgeva
| Nom                           | Culte          | Construction                    | Localisation                                   | Image | Réfs  |
| ----------------------------- | -------------- | ------------------------------- | ---------------------------------------------- | ----- | ----- |
| Église de Kodavere            | Protestant     | 1775-1777                       | Kodavere 58° 41′ 32″ N, 27° 09′ 02″ E          |       | ,     |
| Église de Kursi               | Protestant     |                                 | Kursi 58° 35′ 33″ N, 26° 20′ 35″ E             |       |       |
| Église de Laiuse              | Protestant     | XIVe siècle                     | Laiuse 58° 46′ 47″ N, 26° 30′ 11″ E            |       | [ 2 ] |
| Église de Maarja-Magdaleena   | Protestant     | XIVe siècle                     | Maarja-Magdaleena 58° 36′ 38″ N, 26° 44′ 23″ E |       | [ 2 ] |
| Église de Mustvee             | Protestant     |                                 | Mustvee 58° 50′ 54″ N, 26° 56′ 04″ E           |       |       |
| Église unitarienne de Mustvee | unitarienne    |                                 | Mustvee                                        |       |       |
| Église de Palamuse            | Protestant     | Première moitié du XIIIe siècle | Palamuse 58° 41′ 02″ N, 26° 35′ 00″ E          |       | [ 2 ] |
| Église de Põltsamaa           | Protestant     | 1632-1633                       | Põltsamaa 58° 39′ 11″ N, 25° 58′ 26″ E         |       | [ 2 ] |
| Sanctuaire de Raja            | Vieux-croyants |                                 | Kasepää 58° 49′ 14″ N, 26° 56′ 44″ E           |       |       |
| Église de Torma               | Protestant     | 1755-1766                       | Torma 58° 48′ 33″ N, 26° 45′ 17″ E             |       |       |

### Comté de Järva
| Nom                    | Culte      | Construction | Localisation                              | Image | Réfs  |
| ---------------------- | ---------- | ------------ | ----------------------------------------- | ----- | ----- |
| Église de Abla         | Protestant | XIIIe siècle | Ambla 59° 11′ 32″ N, 25° 50′ 21″ E        |       | [ 2 ] |
| Église de Anna         | Protestant |              | Anna 59° 00′ 09″ N, 25° 35′ 40″ E         |       |       |
| Église de Järva-Jaani  | Protestant | vers 1300    | 59° 02′ 24″ N, 25° 52′ 53″ E              |       | [ 2 ] |
| Église de Järva-Madise | Protestant | XIIIe siècle | Järva-Madise 59° 06′ 57″ N, 25° 39′ 21″ E |       | [ 2 ] |
| Église de Järva-Peetri | Protestant | XIVe siècle  | Peetri 58° 56′ 33″ N, 25° 50′ 08″ E       |       | [ 2 ] |
| Église de Koeru        | Protestant | XIIIe siècle | Koeru 58° 57′ 51″ N, 26° 01′ 50″ E        |       | [ 2 ] |
| Église de Paide        | Luthérien  | XVIe siècle  | Paide 58° 53′ 15″ N, 25° 34′ 13″ E        |       | [ 2 ] |
| Église de Türi         | Protestant | XIIIe siècle | Türi 58° 48′ 34″ N, 25° 25′ 45″ E         |       | [ 2 ] |

### Comté de Lääne
| Nom                                        | Culte               | Construction        | Localisation                          | Image | Réfs   |
| ------------------------------------------ | ------------------- | ------------------- | ------------------------------------- | ----- | ------ |
| Cathédrale de Haapsalu                     | Protestant          | Fin des années 1260 | Haapsalu 58° 56′ 50″ N, 23° 32′ 19″ E |       | [ 2 ]  |
| Église orthodoxe de Sainte Marie-Madeleine | Orthodoxe d'Estonie | 1845-1852           | Haapsalu 58° 56′ 58″ N, 23° 32′ 25″ E |       | [ 11 ] |
| Église de Saint-Jean                       | Protestant          | 1524                | Haapsalu 58° 56′ 56″ N, 23° 32′ 29″ E |       |        |
| Église de Hanila                           | Protestant          | XIIIe siècle        | Hanila 58° 36′ 48″ N, 23° 36′ 29″ E   |       | [ 2 ]  |
| Église de Karuse                           | Protestant          | vers 1260           | Karuse 58° 38′ 11″ N, 23° 41′ 23″ E   |       | [ 2 ]  |
| Église de Kirbla                           | Protestant          | vers 1500           | Kirbla 58° 43′ 43″ N, 23° 56′ 30″ E   |       | [ 2 ]  |
| Église de Kullamaa                         | Protestant          | XIIIe siècle        | Kullamaa 58° 52′ 51″ N, 24° 04′ 33″ E |       | [ 2 ]  |
| Église de Lihula                           | Protestant          |                     | Lihula 58° 41′ 28″ N, 23° 50′ 11″ E   |       |        |
| Église de Martna                           | Protestant          | XVIe siècle         | Martna 58° 51′ 23″ N, 23° 47′ 41″ E   |       | [ 2 ]  |
| Église de Noarootsi                        | Protestant          | vers 1500           | Martna 58° 02′ 16″ N, 23° 30′ 32″ E   |       | [ 2 ]  |
| Église de Ridala                           | Protestant          | XIIIe siècle        | Kolila 58° 52′ 39″ N, 23° 36′ 19″ E   |       | [ 2 ]  |
| Église de Vormsi                           | Protestant          | XIVe siècle         | Vormsi 58° 59′ 57″ N, 23° 13′ 39″ E   |       | [ 2 ]  |

### Comté de Viru-Ouest
| Nom                         | Culte      | Construction | Localisation                              | Image | Réfs   |
| --------------------------- | ---------- | ------------ | ----------------------------------------- | ----- | ------ |
| Église de Haljala           | Protestant | XVe siècle   | Haljala 59° 25′ 53″ N, 26° 16′ 06″ E      |       | [ 2 ]  |
| Église de Kadrina           | Protestant | XVe siècle   | Haljala 59° 20′ 29″ N, 26° 07′ 44″ E      |       | [ 2 ]  |
| Église de Käsmu             | Protestant | 1863-64      | Käsmu 59° 36′ 09″ N, 25° 55′ 04″ E        |       |        |
| Église de Rakvere           | Protestant | XVe siècle   | Rakvere 59° 20′ 49″ N, 26° 21′ 25″ E      |       | [ 2 ]  |
| Église orthodoxe de Rakvere | Orthodoxe  | 1839         | Rakvere                                   |       | [ 12 ] |
| Église de Simuna            | Protestant | XVe siècle   | Simuna 59° 02′ 41″ N, 26° 24′ 04″ E       |       | [ 2 ]  |
| Église de Tapa              | Protestant | 1932         | Tapa 59° 15′ 49″ N, 25° 57′ 39″ E         |       | [ 13 ] |
| Église orthodoxe de Tapa    | Orthodoxe  | 1904         | Tapa 59° 15′ 54″ N, 25° 57′ 52″ E         |       |        |
| Église de Viru-Jaagupi      | Protestant | XVe siècle   | Viru-Jaagupi 59° 14′ 38″ N, 26° 28′ 23″ E |       | [ 2 ]  |
| Église de Viru-Nigula       | Protestant | XIIIe siècle | Viru-Nigula 59° 26′ 46″ N, 26° 41′ 21″ E  |       | [ 2 ]  |
| Église de Väike-Marja       | Protestant | XVe siècle   | Väike-Maarja 59° 07′ 49″ N, 26° 14′ 58″ E |       | [ 2 ]  |

### Comté de Pärnu
| Nom                                      | Culte      | Construction | Localisation                               | Image | Réfs  |
| ---------------------------------------- | ---------- | ------------ | ------------------------------------------ | ----- | ----- |
| Église de Häädemeeste                    | Protestant | 1874         | Häädemeeste 58° 04′ 47″ N, 24° 29′ 57″ E   |       |       |
| Église orthodoxe de Häädemeeste          | Orthodoxe  |              | Häädemeeste                                |       |       |
| Église orthodoxe de Pootsi-Kõpu          | Orthodoxe  |              | Kõpu                                       |       |       |
| Église Sainte-Catherine de Pärnu         | Orthodoxe  | 1764-68      | Pärnu 58° 23′ 06″ N, 24° 29′ 52″ E         |       |       |
| Église de la Transfiguration du Seigneur | Orthodoxe  | 1902         | Pärnu 58° 23′ 02″ N, 24° 30′ 22″ E         |       | [ 2 ] |
| Église Sainte-Élisabeth                  | Luthérien  | 1741-47      | Pärnu 58° 23′ 01″ N, 24° 30′ 00″ E         |       | [ 2 ] |
| Église de Pärnu-Jaagupi                  | Luthérien  | 1531-34      | Pärnu-Jaagupi 58° 36′ 41″ N, 24° 30′ 19″ E |       | [ 2 ] |
| Église de Saarde                         | Luthérien  | 1858-59      | Saarde 58° 08′ 31″ N, 24° 58′ 06″ E        |       | [ 2 ] |
| Église de Tori                           | Luthérien  | 1852-54      | Tori 58° 29′ N, 24° 49′ E                  |       | [ 2 ] |
| Église de Varbla                         | Luthérien  | 1860-61      | Helmküla 58° 27′ 20″ N, 23° 44′ 57″ E      |       | [ 2 ] |

### Comté de Põlva
| Nom              | Culte      | Construction | Localisation                        | Image | Réfs   |
| ---------------- | ---------- | ------------ | ----------------------------------- | ----- | ------ |
| Église de Kanepi | Protestant | 1806-10      | Kanepi 57° 59′ 10″ N, 26° 45′ 35″ E |       |        |
| Église de Kähri  | Orthodoxe  |              | Kähri 58° 01′ 40″ N, 26° 59′ 18″ E  |       |        |
| Église de Kärsa  | Orthodoxe  | 1878         | Kärsa 58° 10′ 59″ N, 27° 06′ 18″ E  |       |        |
| Église de Räpina | Protestant | 1785         | Räpina 58° 05′ 58″ N, 27° 27′ 29″ E |       | [ 14 ] |

### Comté de Rapla
| Nom                | Culte     | Construction | Localisation                          | Image | Réfs   |
| ------------------ | --------- | ------------ | ------------------------------------- | ----- | ------ |
| Église de Hageri   | Luthérien | 1424         | Hageri 59° 09′ 34″ N, 24° 39′ 03″ E   |       | [ 2 ]  |
| Église de Juuru    | Luthérien | XIVe siècle  | Juuru 59° 03′ 37″ N, 24° 57′ 15″ E    |       | [ 2 ]  |
| Église de Kohila   | Orthodoxe | 1899-1900    | Kohila 59° 03′ 37″ N, 24° 57′ 15″ E   |       |        |
| Église de Käru     | Orthodoxe | 1860         | Kohila 59° 03′ 37″ N, 24° 57′ 15″ E   |       | [ 15 ] |
| Église de Märjamaa | Luthérien | XIVe siècle  | Märjamaa 58° 54′ 39″ N, 24° 25′ 53″ E |       | [ 2 ]  |
| Église de Rapla    | Luthérien | 1901         | Rapla 58° 59′ 40″ N, 24° 48′ 04″ E    |       | [ 16 ] |
| Église de Vahastu  | Luthérien | 1883         | Vahastu 58° 57′ 04″ N, 25° 16′ 06″ E  |       | [ 17 ] |

### Comté de Saare
| Nom                                | Culte     | Construction | Localisation                            | Image | Réfs  |
| ---------------------------------- | --------- | ------------ | --------------------------------------- | ----- | ----- |
| Église de Hellamaa                 | Orthodoxe |              | Hellamaa                                |       |       |
| Église de Karja                    | Luthérien |              | Linnaka 58° 31′ 24″ N, 22° 43′ 57″ E    |       | [ 2 ] |
| Église de Kaarma                   | Luthérien | années 1260  | Kaarma 58° 20′ 50″ N, 22° 30′ 39″ E     |       | [ 2 ] |
| Église Saint-Michel de Kihelkonna  | Luthérien | vers 1250    | Kihelkonna 58° 21′ 36″ N, 22° 02′ 08″ E |       | [ 2 ] |
| Église Saint-Laurent de Kuressaare | Luthérien | 1620         | Kuressaare 58° 15′ 14″ N, 22° 29′ 12″ E |       | [ 2 ] |
| Église Sainte-Catherine de Muhu    | Luthérien | 1267         | Muhu 58° 36′ 14″ N, 23° 13′ 34″ E       |       | [ 2 ] |
| Église de Pöide                    | Luthérien | XIIIe siècle | Pöide 58° 30′ 40″ N, 23° 02′ 53″ E      |       | [ 2 ] |
| Église de Püha                     | Luthérien | XIIIe siècle | Püha 58° 18′ 12″ N, 22° 43′ 11″ E       |       | [ 2 ] |
| Église de Valjala                  | Luthérien | 1227         | Püha 58° 24′ 29″ N, 22° 47′ 19″ E       |       | [ 2 ] |

### Comté de Tartu
| Nom                             | Culte        | Construction | Localisation                           | Image | Réfs  |
| ------------------------------- | ------------ | ------------ | -------------------------------------- | ----- | ----- |
| Église de Alatskivi             | Luthérien    |              | Alatskivi 58° 36′ 24″ N, 27° 08′ 26″ E |       |       |
| Église de Kambja                | Luthérien    |              | Kambja 58° 14′ 10″ N, 26° 42′ 00″ E    |       |       |
| Église de Nõo                   | Luthérien    | XIIIe siècle | Nõo 58° 16′ 38″ N, 26° 32′ 05″ E       |       | [ 2 ] |
| Église orthodoxe de Nõo         | Orthodoxe    |              | Nõo 58° 16′ 13″ N, 26° 32′ 23″ E       |       |       |
| Cathédrale de Tartu             | hors service | XIIIe siècle | Tartu 58° 22′ 48″ N, 26° 42′ 50″ E     |       | [ 2 ] |
| Église Saint-Alexandre de Tartu | Orthodoxe    | 1914         | Tartu 58° 21′ 53″ N, 26° 43′ 43″ E     |       |       |
| Église Saint-Georges de Tartu   | Orthodoxe    | 1870         | Tartu 58° 23′ 14″ N, 26° 43′ 39″ E     |       |       |
| Église Saint-Jean de Tartu      | Luthérien    | XIVe siècle  | Tartu 58° 22′ 58″ N, 26° 43′ 09″ E     |       | [ 2 ] |
| Église Saint-Paul de Tartu      | Luthérien    | 1915-1917    | Tartu                                  |       | [ 2 ] |
| Église de Vara                  | Luthérien    |              | Vara 58° 30′ 02″ N, 26° 52′ 44″ E      |       |       |
| Église Saint-Pierre de Tartu    | Luthérien    | 1884         | Tartu58° 23′ 25″ N, 26° 43′ 40″ E      |       |       |

### Comté de Valga
| Nom                        | Culte     | Construction | Localisation                           | Image | Réfs  |
| -------------------------- | --------- | ------------ | -------------------------------------- | ----- | ----- |
| Église de Hargla           | Luthérien |              | Hargla 57° 36′ 49″ N, 26° 23′ 45″ E    |       |       |
| Église de Otepää           | Luthérien | XIXe siècle  | Otepää 58° 03′ 34″ N, 26° 30′ 07″ E    |       | [ 2 ] |
| Église de Sangaste         | Luthérien |              | Sangaste 57° 55′ 34″ N, 26° 19′ 56″ E  |       |       |
| Église de Taagepera        | Luthérien |              | Taagepera 58° 00′ 49″ N, 25° 41′ 10″ E |       |       |
| Église Saint-Jean de Valga | Luthérien | 1787-1816    | Valga 57° 46′ 37″ N, 26° 01′ 51″ E     |       | [ 2 ] |

### Comté de Viljandi
| Nom                           | Culte     | Construction | Localisation                             | Image | Réfs  |
| ----------------------------- | --------- | ------------ | ---------------------------------------- | ----- | ----- |
| Église de Karksi              | Luthérien | 1773-78      | Karksi-Nuia 58° 06′ 16″ N, 25° 33′ 54″ E |       | [ 2 ] |
| Église de Pilitsvere          | Luthérien | XIIIe siècle | Pilistvere 58° 39′ 46″ N, 25° 44′ 57″ E  |       | [ 2 ] |
| Église de Suure-Jaani         | Luthérien | vers 1300    | Suure-Jaani 58° 32′ 01″ N, 25° 28′ 05″ E |       | [ 2 ] |
| Église de Viljandi            | Luthérien |              | Viljandi 58° 21′ 44″ N, 25° 35′ 43″ E    |       |       |
| Église Saint-Paul de Viljandi | Luthérien |              | Viljandi 58° 21′ 48″ N, 25° 35′ 29″ E    |       |       |

### Comté de Võru
| Nom                             | Culte     | Construction | Localisation                       | Image | Réfs  |
| ------------------------------- | --------- | ------------ | ---------------------------------- | ----- | ----- |
| Église de Rõuge                 | Luthérien | 1729-30      | Rõuge 57° 43′ 52″ N, 26° 55′ 43″ E |       | [ 2 ] |
| Église Sainte-Catherine de Võru | Orthodoxe |              | Võru 58° 21′ 48″ N, 25° 35′ 29″ E  |       |       |